# Mark Wells (aktor)
Mark Jared Finlay Wells (ur. 14 września 1980 w Auckland) – nowozelandzki aktor filmowy i telewizyjny. Występował między innymi w roli dorosłego Edmunda Pevensie w filmie Opowieści z Narnii: Lew, czarownica i stara szafa.
Większość dzieciństwa spędził w Stanach Zjednoczonych, Wielkiej Brytanii i Australii, a w 1992 roku wrócił do Nowej Zelandii. W 2002 roku ukończył z wyróżnieniem Royal Academy of Dramatic Art.
W 2013 roku zerwał z zawodem aktora.
Ma 178 cm wzrostu.